# 쾅구 (다퉁시)

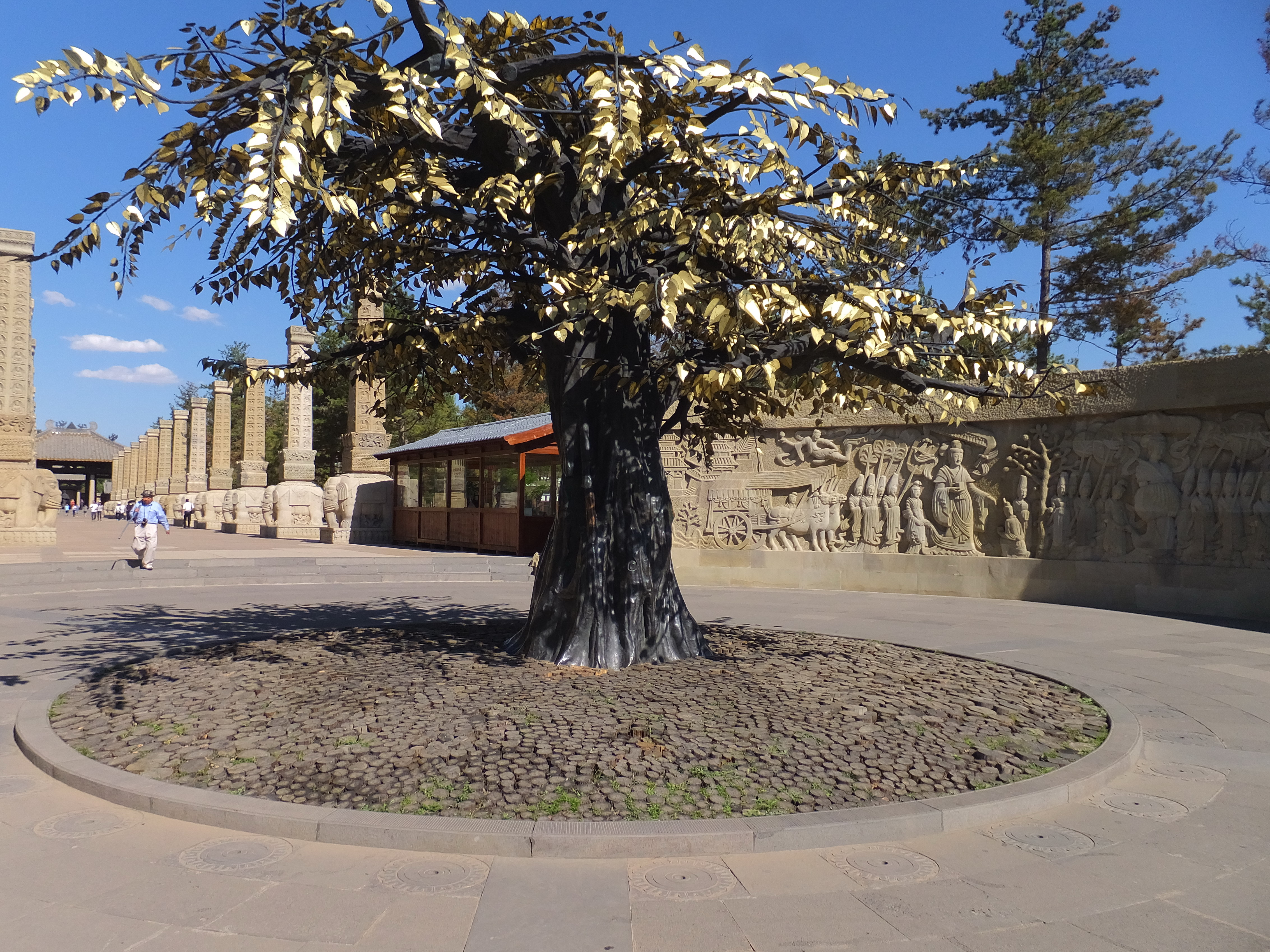

쾅구(중국어: 矿区, 병음: Kuàng Qū)는 중화인민공화국 산시성 다퉁시의 행정구역이다. 넓이는 62km2이고, 인구는 2007년 기준으로 480,000명이다.

## 행정 구역
24개 가도를 관할한다.
- 가도: 新胜街道, 新平旺街道, 煤峪口街道, 永定庄街道, 同家梁街道, 四老沟街道, 忻州窑街道, 白洞街道, 雁崖街道, 挖金湾街道, 晋华宫街道, 马脊梁街道, 大斗沟街道, 王村街道, 姜家湾街道, 新泉路街道, 民胜街道, 口泉街道, 马口街道, 燕子山街道, 杏儿沟街道, 青磁窑街道, 平泉路街道, 四台沟街道